# 10 000 mètres féminin aux Jeux olympiques d'été de 1996
Navigation
Barcelone 1992 Sydney 2000
L'épreuve du 10 000 mètres féminin aux Jeux olympiques de 1996 s'est déroulée les 27 juillet et 2 août 1996 au Centennial Olympic Stadium d'Atlanta, aux États-Unis.  Elle est remportée par la Portugaise Fernanda Ribeiro.

## Résultats

### Finale
| Rang               | Athlète             | Pays           | Temps          | Notes |
| ------------------ | ------------------- | -------------- | -------------- | ----- |
| Médaille d'or      | Fernanda Ribeiro    | Portugal       | 31 min 01 s 63 | OR    |
| Médaille d'argent  | Wang Junxia         | Chine          | 31 min 02 s 58 |       |
| Médaille de bronze | Gete Wami           | Éthiopie       | 31 min 06 s 65 |       |
| 4                  | Derartu Tulu        | Éthiopie       | 31 min 10 s 46 |       |
| 5                  | Masako Chiba        | Japon          | 31 min 20 s 62 |       |
| 6                  | Tegla Loroupe       | Kenya          | 31 min 23 s 22 |       |
| 7                  | Yuko Kawakami       | Japon          | 31 min 23 s 23 |       |
| 8                  | Iulia Negura        | Roumanie       | 31 min 26 s 46 |       |
| 9                  | Julia Vaquero       | Espagne        | 31 min 27 s 07 |       |
| 10                 | Sally Barsosio      | Kenya          | 31 min 53 s 38 |       |
| 11                 | Catherina McKiernan | Irlande        | 32 min 00 s 38 |       |
| 12                 | Annemari Sandell    | Finlande       | 32 min 14 s 66 |       |
| 13                 | Colleen De Reuck    | Afrique du Sud | 32 min 14 s 69 |       |
| 14                 | Lyudmila Petrova    | Russie         | 32 min 25 s 89 |       |
| 15                 | Wang Mingxia        | Chine          | 32 min 38 s 98 |       |
| 16                 | Hiromi Suzuki       | Japon          | 32 min 43 s 39 |       |
| 17                 | Susan Hobson        | Australie      | 32 min 47 s 71 |       |
| 18                 | Birhane Adere       | Éthiopie       | 32 min 57 s 35 |       |
| 19                 | Yang Siju           | Chine          | 33 min 15 s 29 |       |
| —                  | Maria Guida         | Italie         | DNS            |       |

## Légende
Records et Performances
- AR : Record continental (area record)
- CR : Record des championnats (championship record)
- MR : Record du meeting (meet record)
- NR : Record national (national record)
- OR : Record olympique (olympic record)
- PR : Record paralympique (paralympic record)
- PB : Record personnel (personal best)
- SB : Meilleure performance personnelle de la saison (season's best)
- WL : Meilleure performance mondiale de l'année (world leader)
- WJR : Record du monde junior (world junior record)
- WR : Record du monde (world record)

Circonstances et Conditions
- DNF : N'a pas terminé (did not finish)
- DNS : N'a pas pris le départ (did not start)
- DQ : Disqualification (disqualification)
- NM : Aucun essai valable enregistré (No Mark)
- Q : Qualifié « directement » au prochain tour (ou à la prochaine compétition), lors d'une compétition majeure, grâce au classement ou à la réalisation des minima (automatic qualifier)
- q : Qualifié au prochain tour (ou à la prochaine compétition), lors d'une compétition majeure, grâce au repêchage ou à la réalisation de l'une des meilleures performances parmi celles des « non qualifiés directement » (grâce au meilleur temps ou à la meilleure distance par exemple) (secondary qualifier)